# Nix zu verlieren
Nix zu verlieren (Originaltitel: Nothing to Lose) ist eine Filmkomödie aus dem Jahr 1997 von Regisseur Steve Oedekerk mit Tim Robbins und Martin Lawrence in den Hauptrollen.

## Handlung
Der erfolgreiche Werbekaufmann Nick Beam hat eigentlich alles, was zu einem glücklichen und erfüllten Leben gehört: einen guten und aussichtsreichen Job, ein eigenes Haus und eine bildhübsche und treue Ehefrau. Dies alles wird jedoch komplett auf den Kopf gestellt, als er eines Tages früher nach Hause kommt und im Schlafzimmer scheinbar seine Gattin Ann beim Sex mit seinem Boss P.B. beobachtet. Völlig frustriert setzt er sich ans Steuer seines Autos und fährt kopflos davon.
In diesem Zustand steigt an einer Ampel der Kleinganove „T“ zu ihm ins Auto und will Nick mit einer Waffe ausrauben. Doch Nick ist alles egal, er gibt Gas und braust mit dem vollkommen erschrockenen „T“ auf dem Beifahrersitz in die Wüste. Erst hier stoppt er und es kommt zu einem Handgemenge, in dessen Ergebnis die beiden Leidensgenossen sich annähern und Freunde werden. Auch für „T“ war der Überfall eine Verzweiflungstat, mit welcher der entlassene Elektroinstallateur den Lebensunterhalt für seine Frau und seine beiden Kinder sichern will.
Bei einem vermeintlichen Tankstellenüberfall werden sie von zwei Gaunern beobachtet, die es nicht dulden, dass das ungleiche Duo in ihrem Revier wildert. Sie drängen Nick und „T“ von der Straße, doch diese können den Verbrechern zunächst entkommen. Danach entwickeln beide einen Plan, der beiden gleichermaßen zugutekommen soll. Sie wollen in Nicks Werbefirma einbrechen und seinen Boss P.B. um dessen Bargeldreserven im Firmensafe erleichtern. Nick hätte somit seine Rache und „T“ das benötigte Geld. Der Coup gelingt dank „T“s Sabotage der Sicherheitstechnik. Nick zerstört bei der Gelegenheit außerdem noch P.B.s Lieblingsskulptur aus dessen wertvoller Kunstsammlung und sagt seinem Boss via Überwachungskamera die Meinung.
Sie fahren anschließend in ein Hotel, bemerken dabei aber nicht, dass sie von den beiden Ganoven verfolgt werden. Als sich Nick in der Bar betrinken will, trifft er dort Danielle, eine Angestellte seiner Firma, die schon seit langem sexuelles Interesse an ihm hat. Er geht mit ihr aufs Zimmer, bekommt aber einen Weinkrampf. Er ruft stattdessen Ann an, um sie mit ihrem Seitensprung zu konfrontieren. Ann ist inzwischen voller Sorge um Nick und klärt diesen über das beobachtete Tête-à-tête auf: Nick hat in Wirklichkeit nicht seine Frau, sondern deren zu Besuch weilende Schwester mit ihrem Verlobten beim Sex erwischt. Da die Manschettenknöpfe seines Chefs auf dem Nachttisch lagen, kam es zu dem Trugschluss. Ann hatte diese aber lediglich bereit gelegt, damit Nick sie P.B. endlich zurückbringt, der sie vor einiger Zeit bei ihnen vergessen hatte. Nick ist überglücklich, dass alles in Ordnung ist – aber gleichzeitig auch entsetzt über seinen Einbruch, der ihn die Karriere kosten könnte. Er will nun alles rückgängig machen und sucht „T“ auf. Dieser wurde inzwischen von den Gangstern aus der Wüste überfallen und gefesselt; die Diebesbeute ist gestohlen.
Zusammen holen sich Nick und „T“ das Geld zurück und liefern die Gauner der Polizei aus. Doch als Nick das Geld fordert, damit dieser damit seine Lebensumstände verbessern könnte, weigert sich „T“, da damit seine auch seine Zukunft zerstört wäre. Nick nimmt das Geld an sich und die beiden gehen getrennte Wege. Als Nick am nächsten Morgen im Büro ist, betrachtet P.B. die Aufnahme der Überwachungskamera. Das Band weist jedoch einen Fehler auf: „T“ hat zuvor als getarnter Wartungsfachmann die Aufzeichnung manipuliert und die entscheidenden Stellen mit anderen Aufnahmen überspielt und dadurch Nicks Job gerettet.
Glücklich treffen sich beide mit „T“s Familie in einem Park, wo Nick und „T“ ihre Freundschaft wieder aufleben lassen. Nick erzählt „T“, dass seine Firma einen neuen Fachmann für Alarmanlagen sucht und er ihn empfohlen hat.

## Hintergrund
Regisseur Steve Oedekerk hat im Film einen Gastauftritt als Nachtwächter.

## Kritiken
„Aktionsreiche Komödie mit hohem Unterhaltungswert, die einfallsreich mit starken Drehpunkten und vielen Überraschungseffekten arbeitet.“

## Auszeichnung
Der Film erhielt für das Erreichen von 1 Million Kinobesucher in 10 Tagen einen Bogey Award 1998.

## Soundtrack
Der Titelsong heißt C U when U get there und wird von Coolio feat. 40 Thevz gesungen. Auf dem Original-Soundtrack sind folgende Titel vorhanden:
1. Nothin’ to Lose (Naughty Live) – Naughty by Nature
2. Not Tonight (Remix) – Da Brat, Missy Elliott, Lisa „Left Eye“ Lopes, Lil’ Kim, Angie Martinez
3. C U When U Get There – Coolio feat. 40·Thevz
4. Put the Monkey in It – Daz
5. Thug Paradise – Capone-N-Noreaga, Tragedy
6. Way 2 Saucy – Mac & A.K., Mac Mall, RK
7. Get Down With Me – Amari, Buckshot
8. Poppin’ That Fly… (DJ Clark Kent Remix) – Camp Lo, Oran „Juice“ Jones, Stu Large
9. Hit ’Em Up – Master P, Mercedez, Tru
10. Everlasting – OutKast
11. In a Magazine – 911, Queen Pen
12. Not Tonight – 8Ball & MJG
13. It’s Alright – Queen Latifah
14. What’s Going On? – Black Caesar
15. Go Stetsa I – Stetsasonic
16. Crazy Maze – Des’ree
17. Route 69 – Quad City DJ’s